# 卢巴雅克
卢巴雅克（法語：Loubajac，法語發音：[lubaʒak]）是法国上比利牛斯省的一个市镇，属于阿热莱斯加佐斯特区。

## 地理
卢巴雅克（43°8'2"N, 0°4'52"W）面积6.55 平方千米，位于法国奧克西塔尼大區上比利牛斯省，该省份为法国西南部内陆省份，北至热尔省，西接大西洋比利牛斯省，南与西班牙接壤，东临上加龙省。
与卢巴雅克接壤的市镇（或旧市镇、城区）包括：巴尔莱斯特、巴尔特雷斯、盧爾德、普埃费雷。

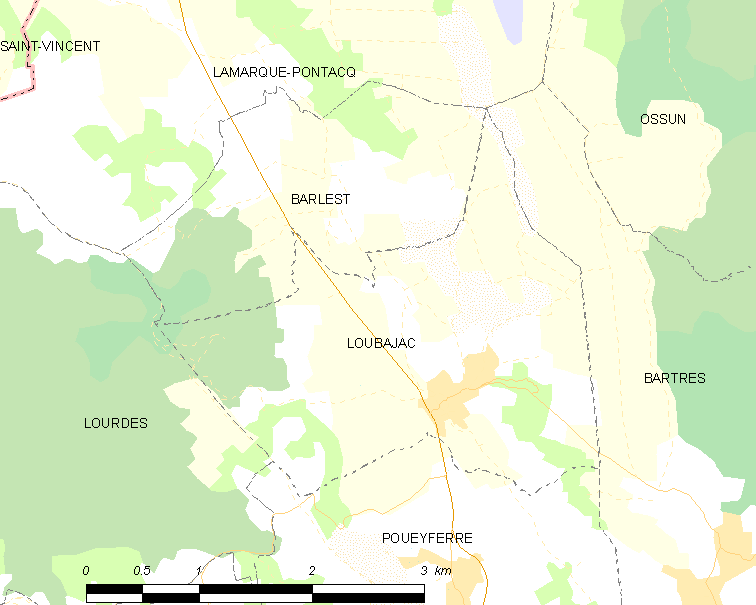
卢巴雅克的OSM定位图

卢巴雅克的时区为UTC+01:00、UTC+02:00（夏令时）。

## 行政
卢巴雅克的邮政编码为65100，INSEE市镇编码为65280。

## 政治
卢巴雅克所属的省级选区为卢尔德第一县。

## 人口

1962-2008年间卢巴雅克人口变化图示

卢巴雅克于2022年1月1日时的人口数量为435人。